# Sint-Gilliskerk (Kraaiwijk)
De Sint-Gilliskerk (Frans: Église Saint-Gilles) is de parochiekerk van de gemeente Kraaiwijk in het Franse Noorderdepartement. 

## Geschiedenis
Hier stond eerst een romaans kerkgebouw, mogelijk van 1170. De huidige kerk werd vermoedelijk eind 17e eeuw gebouwd. Het is een gotische kruiskerk met vieringtorentje. Het westportaal is van 1894. In 1697 verkreeg men relieken van Sint-Gillis en werd de kerk een bedevaartsoord. Tijdens de Franse Revolutie werden de relieken vernield, doch de devotie tot Sint-Gillis, die wordt aangeroepen tegen hoofdpijn, kinderziekten enzovoort, is gebleven.

## Interieur
De kerk bezit enkele 17e- en 18e-eeuwse schilderijen en een 18e-eeuws hoofdaltaar.